# Hoa hậu Pháp 2015
Hoa hậu Pháp 2015 là cuộc thi Hoa hậu Pháp lần thứ 85 và đã được tổ chức ngày vào 6 tháng 12 năm 2014 tại Zénith d'Orléans, Orléans. Cuộc thi đã được truyền hình trực tiếp trên kênh TF1.
Người chiến thắng trong cuộc thi này là cô Camille Cerf, thí sinh của Nord-Pas-de-Calais. Camille Cerf lọt vào top 15 Hoa hậu Hoàn vũ 2014.

## Các vị trí
| Kết quả           | Thí sinh |
| Hoa hậu Pháp 2015 | - Nord-Pas-de-Calais – Camille Cerf |
| Á hậu 1           | - Tahiti – Hinarere Taputu |
| Á hậu 2           | - Côte d'Azur – Charlotte Pirroni |
| Á hậu 3           | - Aquitaine – Malaurie Eugénie |
| Á hậu 4           | - Alsace – Alyssa Wurtz |
| Á hậu 5           | - Picardy – Adeline Legris-Croisel |
| Á hậu 6           | - Nouvelle-Calédonie – Mondy Laigle |
| Top 12            | - Roussillon – Cheana Vila Real Coimbra - Provence – Anne-Laure Fourmont - Guadeloupe – Chloé Mozar - Île-de-France – Margaux Savarit - Centre – Amanda Xeres |

## Các thí sinh tham dự vòng chung kết
| Vùng               | Họ tên                  | Tuổi | Chiều cao               | Cư trú                  | Bầu trên                               |
| ------------------ | ----------------------- | ---- | ----------------------- | ----------------------- | -------------------------------------- |
| Alsace             | Alyssa Wurtz            | 24   | 175 cm (5 ft 9 in)      | Drusenheim              | 20 tháng 6 tại Colmar                  |
| Aquitaine          | Malaurie Eugénie        | 20   | 176 cm (5 ft 9+1⁄2 in)  | Biganos                 | 11 tháng 10 tại Hagetmau               |
| Auvergne           | Morgane Laporte         | 20   | 176 cm (5 ft 9+1⁄2 in)  | Terjat                  | 13 tháng 9 tại Bellerive-sur-Allier    |
| Bourgogne          | Janyce Guillot          | 20   | 182 cm (5 ft 11+1⁄2 in) | Bruailles               | 11 tháng 10 tại Chalon-sur-Saône       |
| Bretagne           | Maïlys Bonnet           | 20   | 177 cm (5 ft 9+1⁄2 in)  | Lesconil                | 27 tháng 9 tại Damgan                  |
| Centre             | Amanda Xeres            | 18   | 175 cm (5 ft 9 in)      | Saint-Doulchard         | 4 tháng 10 tại Déols                   |
| Champagne-Ardenne  | Mélissa Cervoni         | 20   | 177 cm (5 ft 9+1⁄2 in)  | Vanault-les-Dames       | 10 tháng 10 tại Saint-Dizier           |
| Corse              | Dorine Rossi            | 19   | 183 cm (6 ft 0 in)      | Porto-Vecchio           | 31 tháng 8 tại Grosseto-Prugna         |
| Côte d'Azur        | Charlotte Pirroni       | 21   | 170 cm (5 ft 7 in)      | Roquebrune-Cap-Martin   | 3 tháng 8 tại Mougins                  |
| Franche-Comté      | Anne-Mathilde Cali      | 24   | 173 cm (5 ft 8 in)      | Besançon                | 18 tháng 10 tại Port-sur-Saône         |
| Guadeloupe         | Chloé Mozar             | 19   | 180 cm (5 ft 11 in)     | Les Abymes              | 26 tháng 7 tại Les Abymes              |
| Guyane             | Valeria Coelho Maciel   | 19   | 171 cm (5 ft 7+1⁄2 in)  | Kourou                  | 11 tháng 10 tại Cayenne                |
| Ile-de-France      | Margaux Savarit         | 23   | 176 cm (5 ft 9+1⁄2 in)  | Paris                   | 13 tháng 9 tại Évry                    |
| Languedoc          | Marie Fabre             | 22   | 170 cm (5 ft 7 in)      | Montpellier             | 2 tháng 8 tại Mauguio                  |
| Limousin           | Léa Froidefond          | 19   | 172 cm (5 ft 7+1⁄2 in)  | Allassac                | 3 tháng 10 tại Limoges                 |
| Lorraine           | Charlène Lallemand      | 18   | 174 cm (5 ft 8+1⁄2 in)  | Chantraine              | 18 tháng 10 tại Yutz                   |
| Martinique         | Moëra Michalon          | 20   | 170 cm (5 ft 7 in)      | Le Marigot              | 25 tháng 7 tại Les Trois-Îlets         |
| Mayotte            | Ludy Langlade           | 18   | 176 cm (5 ft 9+1⁄2 in)  | Chirongui               | 30 tháng 8 tại Mamoudzou               |
| Midi-Pyrénées      | Laura Pelos             | 24   | 180 cm (5 ft 11 in)     | Urdens                  | 10 tháng 10 tại Beaumont-de-Lomagne    |
| Nord-Pas-de-Calais | Camille Cerf            | 19   | 180 cm (5 ft 11 in)     | Coulogne                | 25 tháng 10 tại Saint-Amand-les-Eaux   |
| Normandy           | Estrella Ramirez        | 24   | 171 cm (5 ft 7+1⁄2 in)  | Sées                    | 26 tháng 9 tại Coutances               |
| New Caledonia      | Mondy Laigle            | 20   | 171 cm (5 ft 7+1⁄2 in)  | Nouméa                  | 23 tháng 8 tại Mont-Dore               |
| Orléanais          | Solène Salmagne         | 19   | 175 cm (5 ft 9 in)      | Nogent-le-Roi           | 5 tháng 10 tại Montargis               |
| Pays de la Loire   | Flavy Facon             | 21   | 176 cm (5 ft 9+1⁄2 in)  | Brain-sur-Allonnes      | 20 tháng 9 tại Chantonnay              |
| Pays de Savoie     | Aurore Péron            | 18   | 176 cm (5 ft 9+1⁄2 in)  | Saint-Jean-de-Maurienne | 19 tháng 10 tại Cluses                 |
| Picardy            | Adeline Legris-Croisel  | 21   | 177 cm (5 ft 9+1⁄2 in)  | Amiens                  | 26 tháng 10 tại Beauvais               |
| Poitou-Charentes   | Mathilde Hubert         | 19   | 173 cm (5 ft 8 in)      | Cherves-Richemont       | 19 tháng 9 tại Buxerolles              |
| Provence           | Anne-Laure Fourmont     | 21   | 174 cm (5 ft 8+1⁄2 in)  | Toulon                  | 5 tháng 9 tại Gémenos                  |
| Réunion            | Ingreed Mercredi        | 19   | 171 cm (5 ft 7+1⁄2 in)  | Saint-Paul              | 27 tháng 6 tại Saint-Denis             |
| Rhône-Alpes        | Aurore Thibaud          | 20   | 173 cm (5 ft 8 in)      | Fontaine                | 26 tháng 10 tại Villefranche-sur-Saône |
| Roussillon         | Chena Vila Real Coimbra | 20   | 170 cm (5 ft 7 in)      | Perpignan               | 10 tháng 8 tại Le Barcarès             |
| Saint Martin       | Nadika Matthew-Gauthier | 19   | 172 cm (5 ft 7+1⁄2 in)  | Grand-Case              | 27 tháng 7 tại Grand-Case              |
| Tahiti             | Hinarere Taputu         | 24   | 174 cm (5 ft 8+1⁄2 in)  | Rurutu                  | 28 tháng 6 tại Papeete                 |

## Giám khảo
- Patrick Bruel (chủ tịch) - Ca sĩ và diễn viên
- Philippe Bas - Diễn viên
- Valérie Bègue - Hoa hậu Pháp 2008
- Stéphane Rousseau - Diễn viên hài và diễn viên
- Laure Manaudou - Vận động viên bơi lội
- Jean-Luc Reichmann - Người dẫn chương trình truyền hình và diễn viên
- Shy'm - Ca sĩ

## Dự thi quốc tế
| Cuộc thi/Năm          | Đại diện          | Thứ hạng | Vùng               | Giải thưởng phụ                                                     |
| --------------------- | ----------------- | -------- | ------------------ | ------------------------------------------------------------------- |
| Hoa hậu Hoàn vũ 2014  | Camille Cerf      | Top 15   | Nord-Pas-de-Calais | Không có                                                            |
| Hoa hậu Thế giới 2015 | Hinarere Taputu   | Top 11   | Tahiti             | Top Model (Top 5) People's Choice Award (Top 5) Miss Sport (Top 24) |
| Hoa hậu Quốc tế 2015  | Charlotte Pirroni |          | Côte d'Azur        | Không có                                                            |
| Hoa hậu Trái Đất 2015 | Alyssa Wurtz      | Top 16   | Alsace             | Best Eco-Video (Top 4)                                              |

### Miss Glandslam
| Năm                                   | Đại diện              | Vùng               | Thứ hạng          | Special Awards |
| ------------------------------------- | --------------------- | ------------------ | ----------------- | -------------- |
| Miss Glandslam Hoa hậu Pháp 2013-2016 | Camille Cerf          | Nord-Pas-de-Calais | Top 130 (Hạng 13) | Không có       |
| Miss Glandslam Hoa hậu Pháp 2013-2016 | Hinarere Taputu       | Tahiti             | Top 12 (Hạng 4)   | Không có       |
| Miss Glandslam Hoa hậu Pháp 2013-2016 | Malaurie Eugénie      | Aquitaine          | Top 12 (Hạng 8)   | Không có       |
| Miss Glandslam Hoa hậu Pháp 2013-2016 | Valeria Coelho Maciel | Guyane             | Top 12 (Hạng 12)  | Không có       |